# 夏爾·戴高樂橋
夏爾·戴高樂橋（法語：Pont Charles-de-Gaulle)是位於法國巴黎塞納河上的一座橋樑。夏爾·戴高樂橋是巴黎東南部再開放計劃和法國國家圖書館建設計劃的一部分。開通於1996年。

## 外部連結
- More bridge history Archive.today的存檔，存档日期2012-09-06
- Technical Specifications （页面存档备份，存于）